# جيهان سلامة
جيهان سلامة (19 أغسطس 1970 -)، ممثلة مصرية. وهي الشقيقة الصغرى للملحن فاروق سلامة وعمة الممثلة نهلة سلامة، والموسيقار جمال سلامة والإعلامية ميرفت سلامة صاحبة برنامج تياترو، ولها شقيق أصغر هو خالد سلامة.
درست في المعهد العالي للفنون المسرحية في القاهرة، ودخلت المجال الفني قبل إنهائها لدراستها.
كانت أول تجاربها السينمائية عام 1993 في فيلم «ديسكو ديسكو»  للمخرجة إيناس الدغيدي حيث شاركت في حوالي ثمانية مشاهد فقط، وفي عام 1995 كانت بدايتها الأكبر في فيلم «لحم رخيص»  الذي كان أيضًا من إخراج إيناس الدغيدي وأثار دورها في هذا الفيلم ضجة كبيرة في الوسط الفني والإعلامي المصري. كما شاركت في العام ذاته في فيلم «البحر بيضحك ليه»  للمخرج محمد كامل القليوبي.

## قائمة الأعمال
عام 1996: شاركت في مسلسل «حواء والتفاحة»  ومسلسل «أحلام فستق» بدور هانم 
عام 1997: شاركت في مسلسل «شيء من الحنان».
عام:1998 شاركت في مسلسل «وتمضي الأيام»  ومسرحيتي «تيجي تصيده» ، و«الواد ويكا بتاع أمريكا»  كما ظهرت في فيلمي «أرض أرض» و«بيتزا بيتزا».
عام 1999: شاركت في مسلسل «ع الحلوة والمرة».
عام 2000: شاركت في كل من فيلم «تحت الربع بجنيه وربع» وفيلم «أبناء الشيطان» ومسلسلي «عندما تثور النساء»، و«ليلة مقتل العمدة».
عام 2002: شاركت في فيلم «رحلة مشبوهة»، ومسلسل «بين شطين ومية» والفيلم القصير «قصر نظر».
عام 2005: شاركت في مسلسل «ريا وسكينة» في دور نظله أبو الليل، ومسلسل «ينابيع العشق» ومسرحية «إن كبر ابنك».
عام 2006: شاركت في كل من مسلسلي «أحلام لا تنام» و«دعوة فرح» ومسلسل السيرة الذاتية «العندليب» بدور ام أمين، كما شاركت في مسرحية «ريا وسكينة في مارينا».
عام 2007: شاركت في المسلسلات «آخر الخط»، و«حمد الله على السلامة»، و«أولاد عزام».
عام 2008: شاركت في فيلم «كامب» بدور علية، ومسلسل «هيمة- أيام الضحك والدموع» بدور بريهان الراقصة.
عام 2009: شاركت في مسلسل «آخر أيام الحب» بدور شهيرة.
عام 2010: شاركت في فيلم «بنتين من مصر» بدور هويدا.
عام 2011: شاركت في مسلسل «الشوارع الخلفية» بدور أنيسة وفيلم «فوكك مني» في دور شيري.
عام 2012: شاركت في مسلسل «الزوجة الرابعة» في دور حياة.
في 2013: شاركت في مسلسل «الركين» بدور فرحانة.
عام 2017: شاركت في مسرحية «الحفلة التنكرية».
عام 2018: شاركت في الفيلم الروائي القصير «صابرة» الذي تناول قضايا العنف ضد المرأة من الزوج.

## وصلات خارجية
- جيهان سلامة على موقع IMDb (الإنجليزية)
- جيهان سلامة على موقع الدهليز
- جيهان سلامة على موقع قاعدة بيانات الأفلام العربية